# Roy (Washington)
Roy je grad u američkoj saveznoj državi Washington. Prema popisu stanovništva iz 2010. u njemu je živjelo 793 stanovnika.